# Molcaxac
Molcaxac es una localidad del estado mexicano de Puebla. Es cabecera del municipio de Molcaxac.

## Demografía
| Censo | Población |
| ----- | --------- |
| 1900  | 911       |
| 1910  | 705       |
| 1921  | 749       |
| 1930  | 828       |
| 1940  | 773       |
| 1950  | 744       |
| 1960  | 821       |
| 1970  | 1139      |
| 1980  | 1355      |
| 1990  | 1456      |
| 1995  | 1403      |
| 2000  | 1514      |
| 2005  | 1613      |
| 2010  | 1657      |
| 2020  | 1764      |